# محمد شادکام
محمد شادکام (زادهٔ ۲۸ آوریل ۱۹۹۰) یک بازیکن فوتبال اهل ایران است که در پست مهاجم برای باشگاه فوتبال شهرداری همدان بازی می‌کرد.
وی سابقه حضور در تیم‌های گل‌گهر سیرجان، پارسه، صنعت نفت آبادان، پارس جنوبی جم و رایکا بابل را دارد.

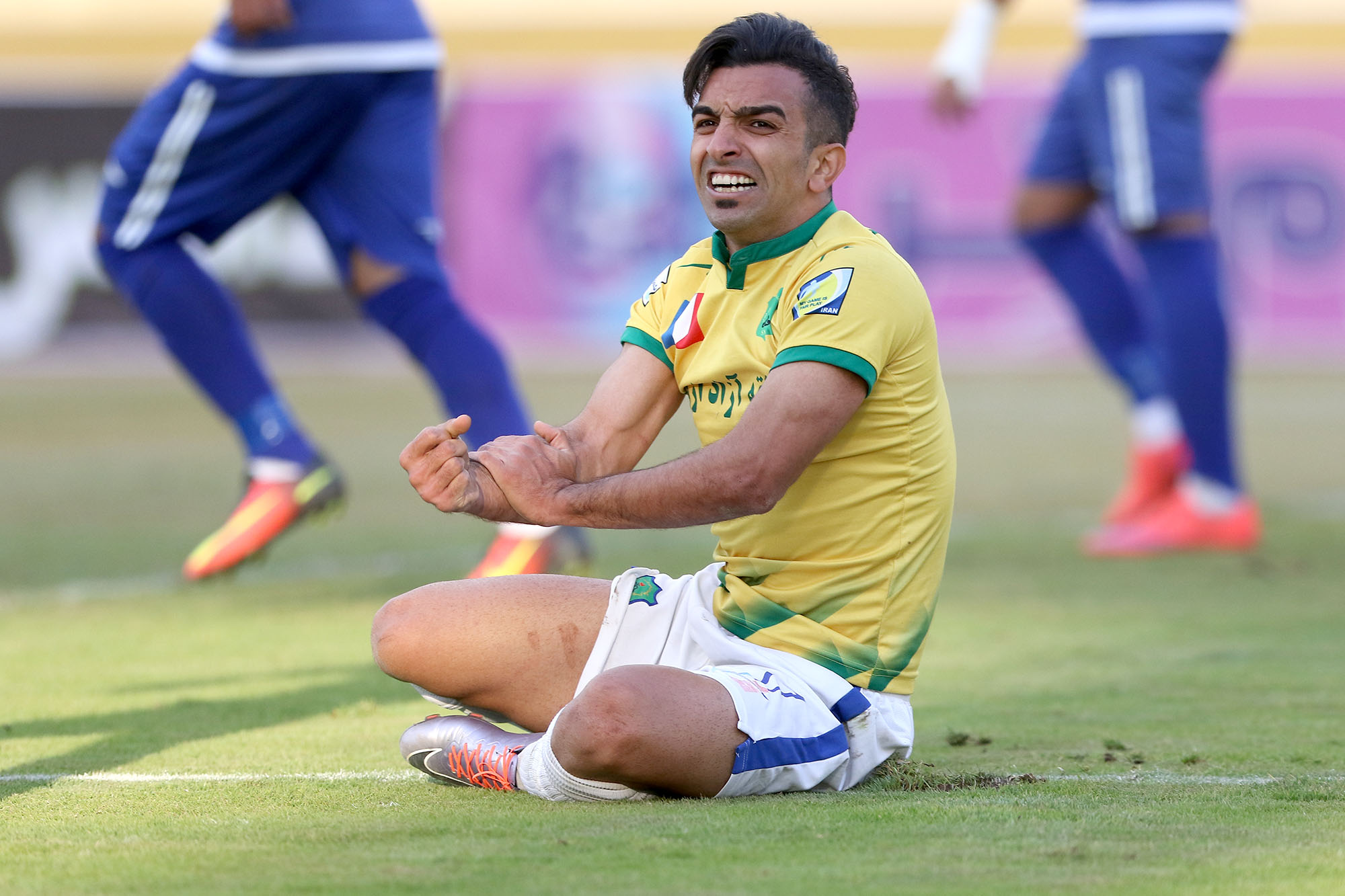
محمد شادکام در دیدار استقلال خوزستان-صنعت نفت آبادان استادیوم غدیر اهواز